# Arbeitsgericht Aachen
Das Arbeitsgericht Aachen, ein Gericht der Arbeitsgerichtsbarkeit, ist eines der dreißig nordrhein-westfälischen Arbeitsgerichte. Bei ihm sind neun Kammern gebildet.

## Gerichtssitz und -bezirk
Das Gericht hat seinen Sitz in Aachen im Justizzentrum im Adalbertsteinweg 92.
Das Arbeitsgericht Aachen ist örtlich zuständig für Rechtsstreitigkeiten aus der Städteregion Aachen, dem Kreis Düren und dem Kreis Heinsberg. Die Verhandlungen für Rechtsstreitigkeiten aus dem Kreis Düren werden bei einem auswärtigen Gerichtstag am Amtsgericht Düren, für Rechtsstreitigkeiten aus dem Kreis Heinsberg bei einem auswärtigen Gerichtstag am Amtsgericht Heinsberg geführt.
Die sachliche Zuständigkeit ergibt sich aus dem Arbeitsgerichtsgesetz.

## Übergeordnete Gerichte
Dem Arbeitsgericht Aachen sind das Landesarbeitsgericht Köln und im weiteren Rechtszug das Bundesarbeitsgericht übergeordnet.

## Geschichte
Gemäß Arbeitsgerichtsgesetz vom 23. Dezember 1926 wurden in Deutschland Arbeitsgerichte gebildet. Diese waren nur in der ersten Instanz organisatorisch selbstständige Gerichte, die Landesarbeitsgerichte waren den Landgerichten zugeordnet. Am Landgericht Aachen entstand so 1927 das Landesarbeitsgericht Aachen als eines von drei Landesarbeitsgerichten im Bezirk des Oberlandesgerichtes Köln. In Aachen entstand das Arbeitsgericht Aachen. Sein Sprengel umfasste die Bezirke der Amtsgerichte Aachen, Aldenhoven (ohne die Landgemeinde Dürwitz), Geilenkirchen, Heinsberg und Monschau. Es bestand jeweils eine Kammer für Arbeiter, für Angestellte und für Handwerk. Daneben bestand eine Kammer für die Mitarbeiter der Reichsbahndirektion Essen.
Nach der Besetzung Deutschlands durch die Alliierten wurden 1945 zunächst alle Gerichte geschlossen. Die ordentlichen Gerichte wurden schon bald wieder eröffnet, während die Arbeitsgerichte zunächst nicht wieder eingerichtet wurden, so dass arbeitsgerichtliche Streitigkeiten von den ordentlichen Gerichten erledigt werden mussten. Gemäß Kontrollratsgesetz 21 vom 30. März 1946 sollten in Deutschland Arbeitsgerichte aufgebaut werden. Das Arbeitsgericht Aachen entstand so neu.